# Salitis
Salitis fou un faraó de la dinastia XV d'Egipte. Manetó l'esmenta com a Saites i diu expressament que fou el cap dels hicsos que van agafar el poder quan regnava Dedumose I (Manetó l'anomena Tutimaios). Va establir la seva residència inicialment a Memfis, però va fortificar Àvaris, la qual va convertir en capital.
Conegut per Flavi Josep com a contra apió, el seu regnat va durar potser uns 8 anys (vers 1650-1640 aC), però Manetó diu que en va regnar 19. Se l'identifica sovint amb un rei anomenat Salk o Sark, que apareix en una llista de reis feta per sacerdots de Memfis. Un segell d'un rei amb el nom de tron de Sekhaenre ('El que fou introduït per Ra') es creu que li correspon. El nom de regnat apareix escrit tres vegades en pedres en diferents grans monuments, úniques proves d'aquest faraó.
William F. Albright va suggerir que Salitis podria haver estat la mateixa persona que el rei Umman Manda, Zaluti. Albright assigna "Za-a-lu-ti" una etimologia indoiraniana.